# R. A. Salvatore

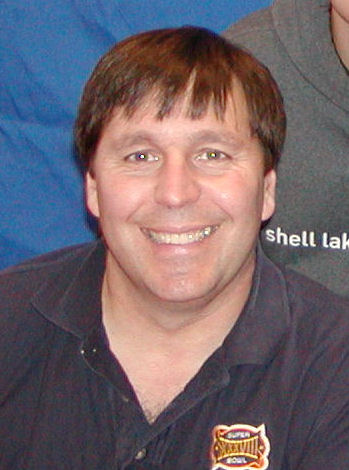
R. A. Salvatore

Robert Anthony Salvatore (nascido em 20 de Janeiro de 1959, em Leominster, Massachusetts), que assina como R. A. Salvatore, é um autor de fantasia e ficção científica conhecido por suas histórias ambientadas no cenário de RPG "Os Reinos Esquecidos" (Forgotten Realms no original) e também pela criação do popular personagem Drizzt Do'Urden em sua série de livros A Lenda de Drizzt.
Também escreveu "The DemonWars Saga" e a controversa série "Star Wars: The New Jedi Order", ambas ainda não disponíveis em português.